# 迪亚内
迪亚内（Dyane），是印度马哈拉施特拉邦Nashik县的一个城镇。总人口24837（2001年）。

## 人口
该地2001年总人口24837人，其中男性12764人，女性12073人；0—6岁人口4971人，其中男2563人，女2408人；识字率57.53%，其中男性为63.55%，女性为51.16%。